# TransMilenio
TransMilenio és el sistema metropolità de transport massiu de la ciutat de Bogotà, Colòmbia. Durant l'alcaldia major d'Enrique Peñalosa se'n va comencar la construcció el 1998. Va ser inaugurat el 4 de desembre de 2000, entrant en funcionament el 18 del mateix mes, amb les línies troncals de l'Avenida de Caracas (fins a l'Avenida de los Comuneros o Calle Sexta) i la Calle 80. Des de llavors s'han obert noves línies i n'hi ha d'altres que estan en via de construcció.

## Antecedents
El Sistema de Transport Massiu del Tercer Mil·lenni -TransMilenio- forma part del SITP (Sistema Integrat de Transport Públic) de Bogotà, que inclou la xarxa de ciclo-rutes i els projectes futurs del tren de rodalia i la Primera línia de Metro.
La inversió va ser finançada amb una part de la sobretaxa als combustibles així com l'aportació del Districte Capital i el Govern Nacional. La construcció  i el manteniment, són a càrrec de l'Institut de Desenvolupament Urbà (IDU).
El sistema consisteix en vehicles articulats amb parades fixes en estacions exclusives. Els usuaris paguen en les taquilles localitzades a cada estació. Funciona com un metro però amb autobusos de trànsit ràpid. En general, hi ha doble via exclusiva als dos costats de l'estació, per permetre que els busos de servei exprés sobrepassin els de servei corrent.
El sistema està basat en la Red Integrada de Transporte de la ciutat de Curitiba, però hi ha algunes diferències, com ara les portes d'accés de passatgers al costat esquerre dels busos, la qual cosa permet que una sola estació operi en ambdós sentits. Així, si un passatger es passa sense voler de la seva estació de destinació, pot prendre després un bus en sentit contrari per tornar-hi, sense necessitat de pagar un passatge addicional; a més compta amb estacions amb rampes d'accés i fa un gran ús dels ponts per als vianants (molt tradicionals en la ciutat). A més va ser el primer sistema d'aquesta categoria que va fer servir el concepte de rutes de busos alimentadores, el cost de les quals està integrat en el passatge de les rutes principals (troncals).
A Curitiba, cada estació cobreix un sentit i s'hi accedeix mitjançant escales i plataformes elèctriques llevadisses. El sistema TransMilenio és el tercer d'aquest tipus BRT implantat a Llatinoamèrica (el primer va ser el de Curitiba al Brasil i el segon el Trolebús de Quito a l'Equador), el primer a Colòmbia i un dels més reeixits a causa de la gran densitat urbana que té Bogotà,. Per això va servir de model per a alguns dels altres projectes de transport. En el sistema TransMilenio tots els busos tenen el mateix color uniforme així com una tarifa úinica, el que permet que amb un passatge el passatger pugui viatjar en qualsevol dels horaris del dia en els quals el sistema es troba operatiu. Això ha permès una millor eficiència en la recaptació i una simplificació apreciada pels usuaris.

## Esquema econòmic i administratiu
La infraestructura de TransMilenio (vies i estacions) es desenvolupa amb recursos públics. El servei és gestionat per una empresa pública, TransMilenio S.A. Tanmateix, els vehicles són propietat privada, la recaptació la fa una altra empresa privada (Angelcom). El Districte De Bogotà rep el 3% dels ingressos, amb les quals ha de mantenir la infraestructura del sistema, mentre els transportadors es reparteixen la resta.
A diferència del sistema original, implementat a Curitiba al Brasil fa gairebé 15 anys, que és totalment de la ciutat, aquí hi participen ens privats en l'operació de busos i la recaptació.

### Operadors del sistema
A causa de la seva distribució el sistema compta amb diferents operadors per a cadascuna de les seves fases i troncals.
- Busos articulats

| Operador                             | Troncal             |
| ------------------------------------ | ------------------- |
| S.I.T.M. S.A. Ciudad Móvil (Serie A) | Autopista Norte     |
| Express Del Futuro (Serie M)         | Calle 80            |
| SI99 S.A. (Sèrie U)                  | Avenida Caracas-Sur |
| Metrobus (Sèrie T)                   | Ramal del Tunal     |

| Operador                       | Troncal         |
| ------------------------------ | --------------- |
| Connexion Móvil S.A. (Sèrie B) | Norte-Quito-Sur |
| SI02 S.A. (Serie K)            | Américas        |
| Transmasivo S.A (Sèrie S)      | Avenida Suba    |

- Busos alimentadors

| Operador                                            | Estació (es)          |
| --------------------------------------------------- | --------------------- |
| Consorcio Alimentadores Tercer Milenio - Codatermil | Portal Usme i Molinos |
| Citytrans                                           | Carrera 77            |
| Unión Temporal Uribe Uribe                          | Calle 40 Sur          |
| Milenio Móvil                                       | Portal 80             |
| Alimentadores Consorciados - Alcón                  | Portal Tunal          |
| Alimentadores del Norte - Alnorte                   | Portal Norte          |

|  |

- Recaptació

- Angelcom S.A. i Unió Temporal Fase Ii Empresa operadora de tiquets per a TransMilenio

- Publicitat

- Publimilenio S.A.

## Infraestructura

### Xarxa de Troncals
A mitjans de l'any 2001, el servei es va estendre amb la tercera troncal de l'Autopista Norte des de l'estació Héroes, la qual va funcionar durant un temps com a final de la línia cap al nord, després d'uns mesos es va ampliar el trajecte fins a l'estació de Toberín, poc temps després es va estrenar el Portal del Norte. També es va executar la construcció d'un petit ramal al sud de la ciutat que uneix a la zona del Tunal (Avinguda Villavicencio amb Avinguda Boyacá) amb l'Avinguda Caracas
El 2002 es va estendre el sistema a partir de la línia de l'Avinguda Caracas per l'Avinguda Jiménez, travessant l'anomenat Eix Ambiental i arribant al Centre Històric de la ciutat, amb què va finalitzar la fase 1 projectada del sistema i es va donar inici a la construcció de la fase 2.
El 27 de desembre de 2003 es va posar en servei la troncal del Carrer 13 i la de l'Avinguda De Les Américas, amb el corredor viari cap a la localitat de Kennedy, que va quedar integrat al ramal de l'Eix Ambiental. Es van inaugurar les modernes estacions de Banderas i el Portal de las Américas, i es va arribar així a un dels sectors més populosos de la capital colombiana.
Un fet tràgic va marcar la construcció de la Troncal Suba en la fase II. El 28 d'abril de 2004 una màquina recicladora d'asfalt va caure des del carril nord-sud al sud-nord al sector de Vidrio Muran, sobre un bus escolar del Col·legi Agustiniano Norte, que es desplaçava en sentit contrari, aixafant-lo amb 21 estudiants en el seu interior. A causa d'aquesta tragèdia l'estació del sistema més propera al lloc de l'accident s'anomena 21 ángeles.
L'1 de juliol de 2005, després d'any i mig d'obres, es va lliurar la tercera troncal de la fase II, la moderna línia de la Norte-Quito-Sur, que es desprèn de la troncal Autopista Norte a l'altura del Carrer 92 per unir amb l'estació Santa Isabel, a l'Autopista Sur amb Carrera 45 en tan sols 50 minuts. Aquesta troncal es va estendre a l'estació General Santander el 15 de setembre del mateix any.
A partir del 13 de febrer de 2006, es va posar en servei el connector del Carrer 80 amb Autopista Norte, ja que durant la construcció de les troncals, l'antic connector va ser segellat i cobert amb gram i seccions d'andana, tanmateix després de diversos anys de treballs que van permetre construir de nou el connector, aquest no va ser usat fins a la data citada per problemes de disseny. Així, els Articulats poden desplaçar-se d'occident (oest) en nord i viceversa, la qual cosa evita als passatgers d'haver de fer un transbord en les estacions Calle 76 i Calle 72, amb la qual cosa es va aconseguir descongestionar les esmentades estacions. El servei amb què es va iniciar era l'exprés 140. Tanmateix a causa de problemes de disseny evidents que podien casuar una elevada accidentalitat,. el connector va ser reconstruït l'any 2008, i donat al servei novament el gener de 2009, comptant amb un nou pont vehicular que segrega la calçada dels busos articulats de la resta del trànsit, i l'ampliació del túnel existent (per empalmar amb el pont).
El tram de la Troncal de la Norte-Quito-Sur (de l'Escola General Santander al Portal del Sur, ubicat a prop al Cementiri El Apogeo) va entrar en operació el 15 d'abril de 2006, amb els nous serveis expressos 150 i 160 i l'extensió del servei corrent 5.
La Troncal de l'Avinguda Suba, va ser posada en servei el 29 d'abril de 2006 després de diversos mesos de demora en punts claus de la troncal com ara l'intercanviador Suba-Nqs-Calle 80 i l'Alt de la Verge.

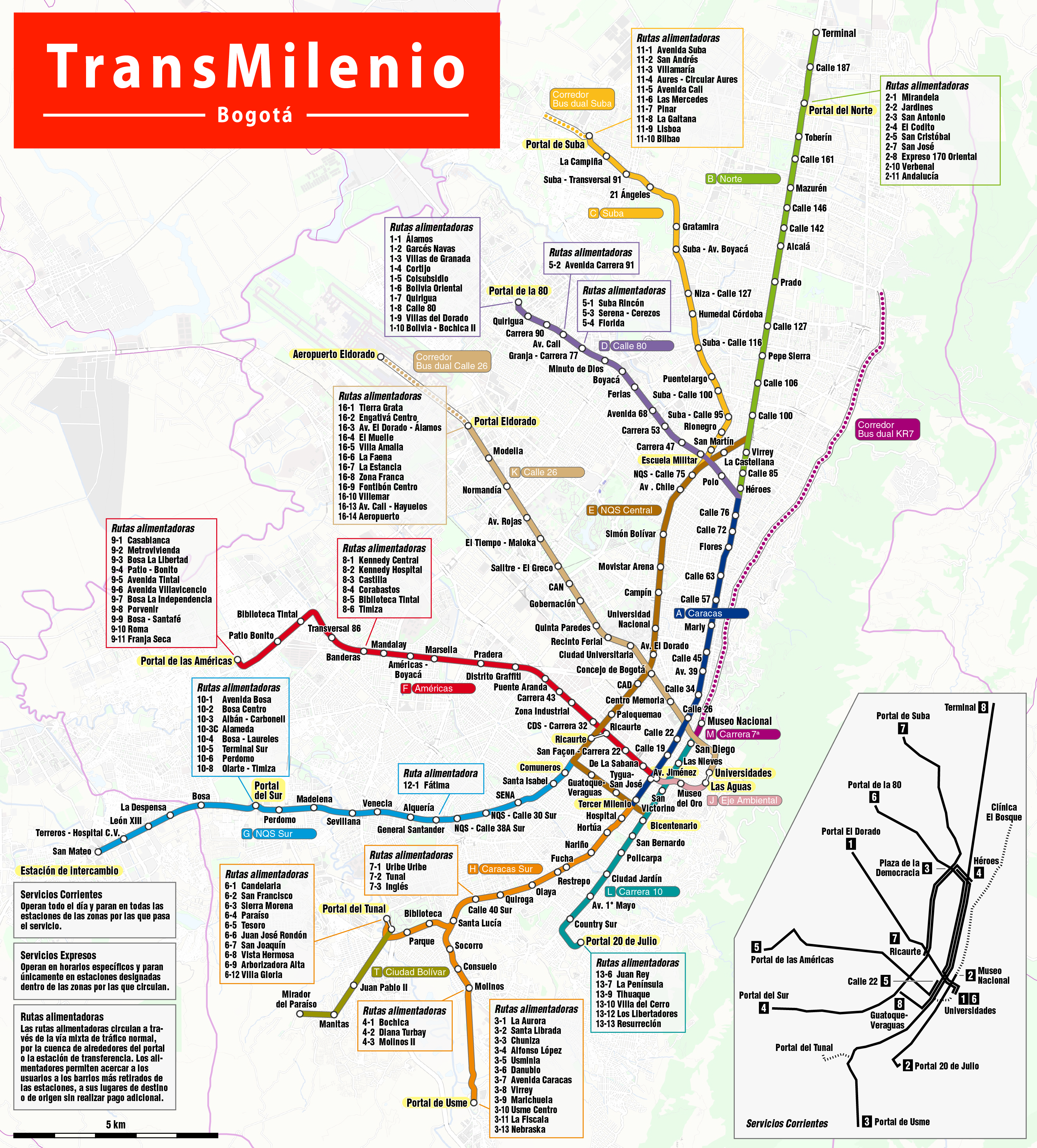
Mapa del sistema el 2013.

En l'actualitat (2010), Bogotà compta amb 9 línies per on circulen els autobusos articulats de TransMilenio, després de la inauguració a finals de 2000 de la troncal Avinguda Caracas fins a Calle Sexta i de la troncal Calle 80. Després es va acabar la Troncal Caracas fins al Portal de Usme.
El sistema compta amb estacionaments per als busos articulats a tots els portals, a més de dos més: un sobre l'Avinguda dels Comuneros amb Carrera 18 i un altre soterrani a l'Avinguda Norte-Quito-Sur amb Calle 19 (sota la Plaza de la Hoja). Aquí es realitza el manteniment a la flota d'autobusos i existeixen sales de descans per als conductors amb cafeteries incloses. En alguns dels esmentats estacionaments estan les oficines dels consorcis que presten el servei. El desenvolupament del TransMilenio també ha implicat la construcció d'andanes (voreres), alberedes, ciclo-rutes i placetes, que ha millorat notablement la imatge de la ciutat.

### Estacions

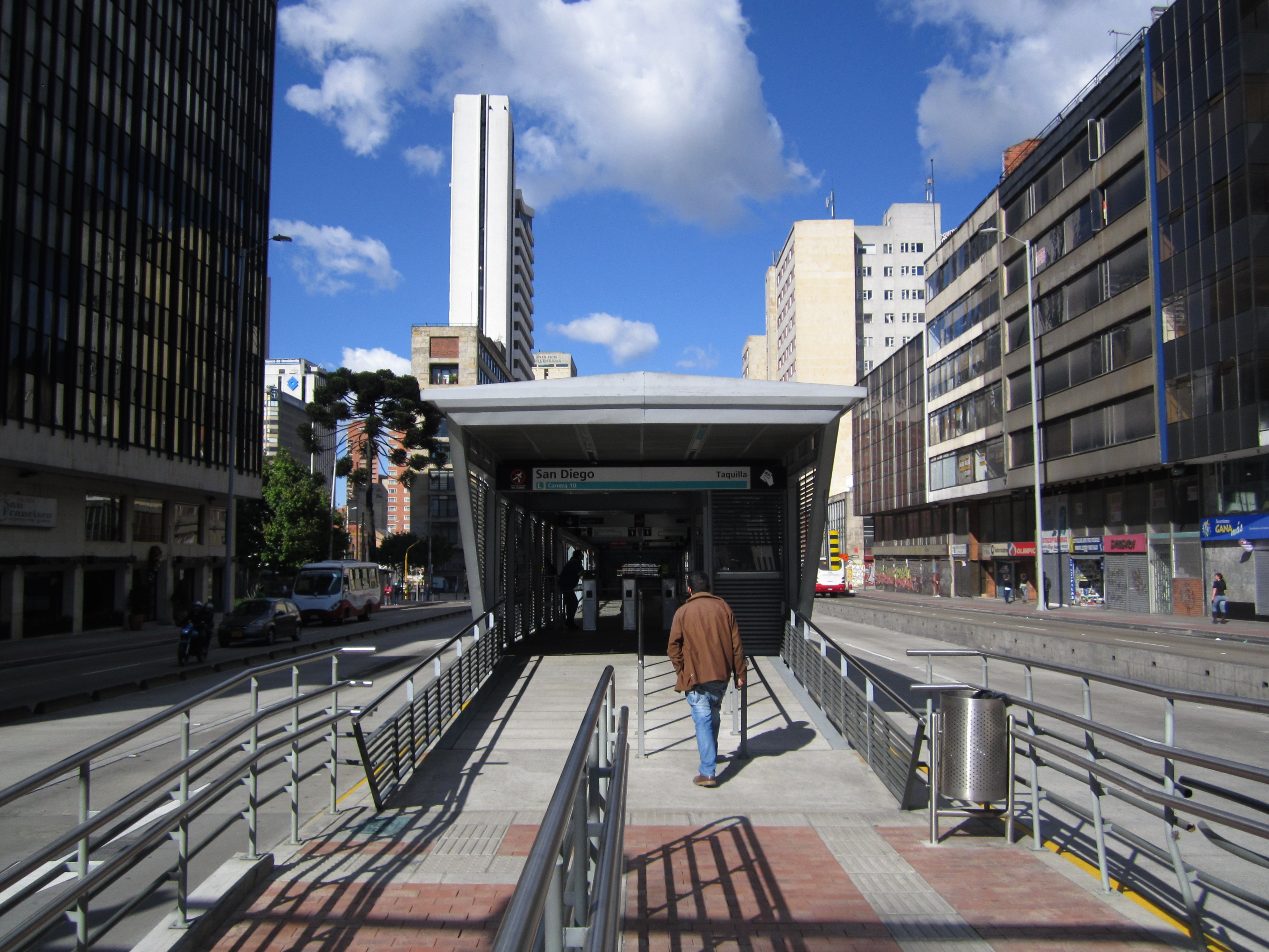
Vista de l'Estació San Diego.

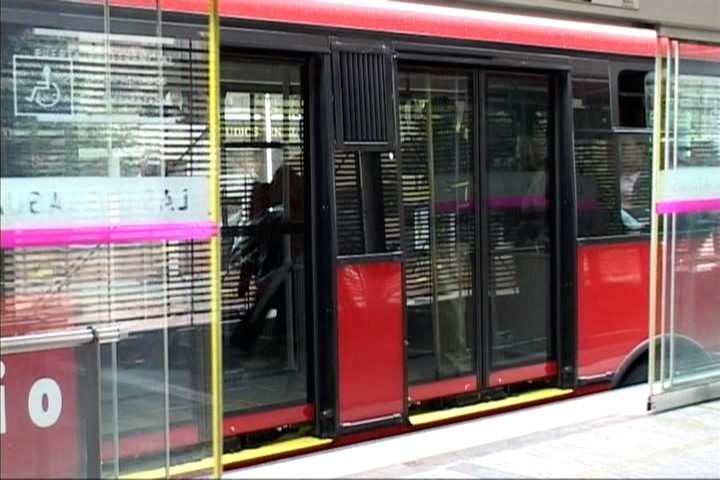
Dins de l'estació hi ha portes corredisses que s'obren quan un bus fa una parada.

En el sistema TransMilenio hi ha cinc tipus d'estacions:
- Senzilles. Compleixen el servei corrent d'arribada i sortida de passatgers. Estan ubicades aproximadament cada 500 metres una de l'altra. La majoria d'estacions són d'aquest tipus.

- De transferència. Permeten el canvi entre dos de troncals diferents, a través d'un túnel subterrani en zona pagada. Les estacions de transferència són Avenida Jiménez, que connecta les troncals d'Avenida Caracas amb l'Avenida de Las Américas; i l'estació Ricaurte que connecta l'Avenida de Las Américas amb la troncal NQS, Nord-Quito-Sud.

- Sense intercanvi. No permeten el canvi entre sentits nord-sud a sud-nord. Aquest tipus d'estacions estan ubicades en l'Autopista Nord i en el ramal del Tunal, a causa de condicions d'espai en la via. Tècnicament són estacions senzilles quant a la seva forma de funcionament.

- Intermèdies. A les quals tenen accés els serveis alimentadors, són les estacions Av. Cali, Carrera 77, Calle 40 Sur, Molinos, Banderas i General Santander.

- Capçalera (Portals). Ubicades en zones d'entrada de la ciutat i a les quals, a més dels alimentadors i els busos articulats, arriben autobusos intermunicipals de la zona metropolitana. Compten amb altres serveis, com Cicloparqueos (aparcaments per a bicicletes), perquè l'usuari pugui accedir fins allà amb bicicleta a través de les ciclo-rutes, zones de telèfons i banys públics. aquests portals són: Portal del Norte, de Suba, de la Calle 80, del Tunal i d'Usme.

Les dues últimes compten amb zones de control i administració del sistema. A totes les estacions es poden trobar rutes del sistema i taulers electrònics que anuncien el temps aproximat d'arribada dels articulats i informació i avisos de TransMilenio. Igualment, existeix personal encarregat de prestar assessoria per a qualsevol inquietud o necessitat que tinguin els usuaris de TransMilenio. En algunes estacions es disposa de servei d'ascensors o elevadors per a discapacitats. A tots els portals hi ha serveis d'ambulància en el cas d'alguna emergència. Entre les especificacions tècniques de les estacions senzilles, es destaca que la gran majoria compta amb aproximadament 5 metres d'ample (excepte les estacions sense intercanvi, l'ample del qual és de 3 metres, i tres dels vagons de l'estació Ricaurte, que té gairebé 10 metres), la longitud de les estacions senzilles és diversa d'acord amb les característiques de la via (per exemple ubicació de cruïlles semaforitzades, revolts, etc.) i la quantitat de passatgers al sector.
El sistema TransMilenio té 114 estacions distribuïdes així, segons la nova distribució zonal:
- Troncal Caracas entre Calle 76 i Tercer Milenio: 14 estacions
- Autonorte entre Portal del Norte i Héroes: 15 estacions
- Suba entre Portal de Suba i San Martín: 14 estacions
- Calle 80 entre Portal de la 80 i Polo: 14 estacions
- NQS Central entre La Castellana i Ricaurte: 11 estaciones
- Américas entre Portal de Las Américas i Avenida Jiménez: 18 estaciones (inclou l'estació Ricaurte)
- NQS Sur entre Comuneros i Portal del Sur: 12 estacions
- Caracas Sur entre Hospital i Portal de Usme i Portal del Tunal: 16 estacions

- Eje Ambiental Museo del Oro i Las Aguas: 2 estacion

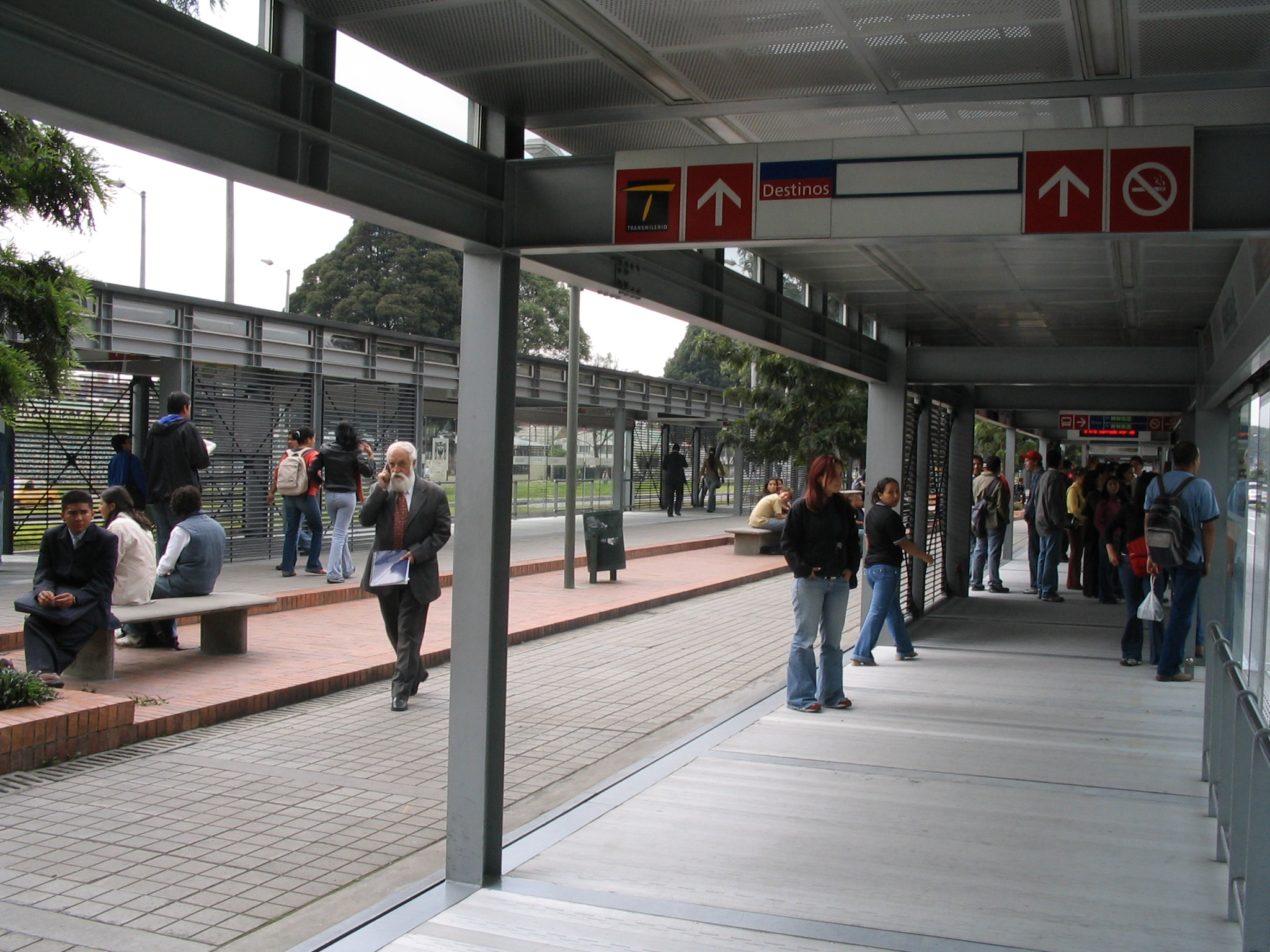
Estació Héroes, aspecte interior.

## Funcionament

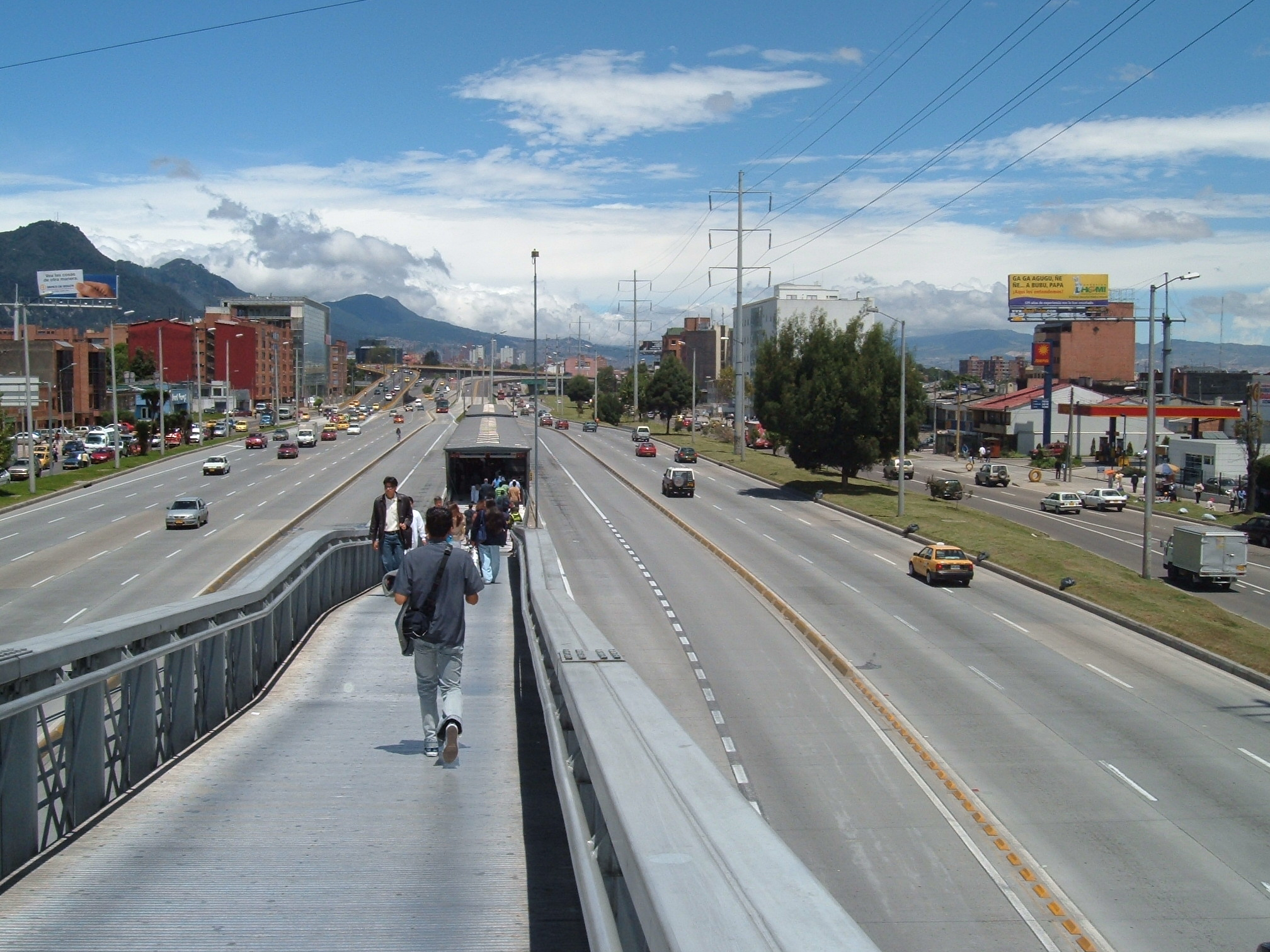
Entrada per pont per als vianants a l'estació del Calle 100 amb Autopista Norte.

El sistema compta amb avantatges respecte dels altres tipus de transport que operen a la ciutat (busos de diferents tipus i taxis), principalment en la seguretat i la velocitat de desplaçament. A més, pot ser utilitzat per nens, ancians, persones amb discapacitat i dones embarassades, ja que les estacions són accessibles per a les persones amb mobilitat reduïda, per la seva elevació i rampes d'accés, i compten amb zones delimitades als vagons. A part de l'anterior, els vehicles tenen cadires especials per a aquestes persones, les quals són de color blau, a diferència de la resta, que són de color vermell.
Per a l'accés a les estacions, els usuaris disposen de ponts per als vianants que permeten l'entrada a elles, només travessant el carrer a través d'un semàfor, o mitjançant el sistema de busos alimentadors a les estacions capçaleres i intermèdies.
Els busos en les troncals compten amb un carril exclusiu per al sistema. Aquestes calçades també són utilitzades per vehicles de l'empresa recaptadora (Angelcom) i vehicles d'emergència tals com ambulàncies, cos de bombers i policia.

### Tipus de Targetes

#### Targeta Capital
Actualment, el passatge té un cost de 1.600 pesos colombians (aproximadament 65 cèntims d'euro). L'accés es fa mitjançant una targeta intel·ligent sense contacte Mifare, denominada Targeta Capital, que es lliura a la taquilla en pagar el passatge. Existeixen dos tipus de targetes: La Targeta Capital que permet ser carregada amb un nombre de viatges entre un i cinquanta; quan el saldo s'esgota, la targeta és retinguda pel sistema. Antigament el sistema funcionava amb targetes de saldo fix d'un, dos i deu viatges o més (la Targeta Capital era el tipus de targeta de deu viatges o més).

#### Targeta Pròpia
Funciona de manera similar a la Capital, però aquesta no és retinguda pel sistema en acabar el seu saldo. Aquesta targeta, de color vermell, està marcada amb el nom i número d'identificació del propietari, i permet ser bloquejada en cas de pèrdua per no perdre el saldo restant. Aquesta targeta va tenir un temps d'expedició limitat i era necessari un tràmit administratiu per a això.

#### Targeta Client Freqüent
Des de l'any 2009, es va donar un nou impuls a la Targeta Pròpia, rebatejant-la Targeta Client Freqüent, per a això es canvia la metodologia, ja que s'hi recarreguen diners i no viatges, descomptant-se el cost de cada passatge en ser usat, eliminant-se els tramitis existents per a l'expedició de la targeta i possibilitant la seva compra per un preu de 2.000 pesos colombians, a qualsevol taquilla del sistema. En ser comprada aquesta targeta vé sense contingut precarregat (és a dir el valor que es paga és realment la compra de la propietat de la targeta, igual com en la Targeta Pròpia), i és necessari recarregar-la en una taquilla. A causa del concepte que utilitza aquesta targeta, es possibilita l'existència de punts automàtics de recàrrega (dels quals sol hi ha 4 permanents i un itinerant, de moment), en els quals l'usuari pot recarregar a la targeta diners en bitllets de les denominacions de 1.000, 2.000, 5.000, 10.000 i 20.000 pesos colombians, màxim fins a 75.000 pesos colombians. De moment no és admès el bitllet de 50.000, a causa que aquest té disposició vertical i no horitzontal com la resta. Igual com la Targeta Pròpia, la Targeta Client Freqüent es marca amb el primer nom i el primer cognom de l'usuari i pot ser bloquejada en cas de pèrdua, per recuperar-se el saldo, en ella el nombre de cèdula de ciutadania de la persona i les seves dades estan gravades en el contingut de la targeta.
Les targetes es poden adquirir a les taquilles de les estacions o portals, i des de març del 2008 s'han disposat taquilles en comerços propers a les estacions principals a fi de descongestionar les taquilles de les estacions que eren els únics llocs on es podia adquirir. Allà també, els usuaris poden comprar la targeta Client Freqüent, la qual inclou el nom i cèdula (número de DNI) de cada un d'ells. Actualment els carnets d'estudiant d'algunes universitats de Bogotà funcionen com targetes de client freqüent, és a dir, se'ls poden recarregar diners per ser usada com a targeta de viatge del sistema.
Quan es va iniciar l'ús del sistema, els usuaris havien de presentar la targeta davant dels validadors dels torniquets, dues vegades (en ingressar, i en sortir en el cas del qual era retinguda si quedava sense saldo). Tanmateix, a causa que freqüentment els usuaris perdien les seves targetes durant el viatge, o al qual diversos usuaris usaven una mateixa targeta (carregada amb diversos passatges) o un usuari amb diverses targetes les confonia (la qual cosa generava problemes a moment de sortir del sistema, a causa d'errors de lectura), es va decidir canviar la disposició i esquema de funcionament dels validadors i targetes, de manera que ara només és necessari presentar la targeta en ingressar al sistema (en el cas del qual, si el saldo era d'un únic viatge, el sistema la reté).
Els passatgers als busos intermunicipals, que transporten persones entre Bogotà i els municipis metropolitans, han de pagar una tarifa de $1.400 (0,56 €) pesos colombians addicionals, per economia.

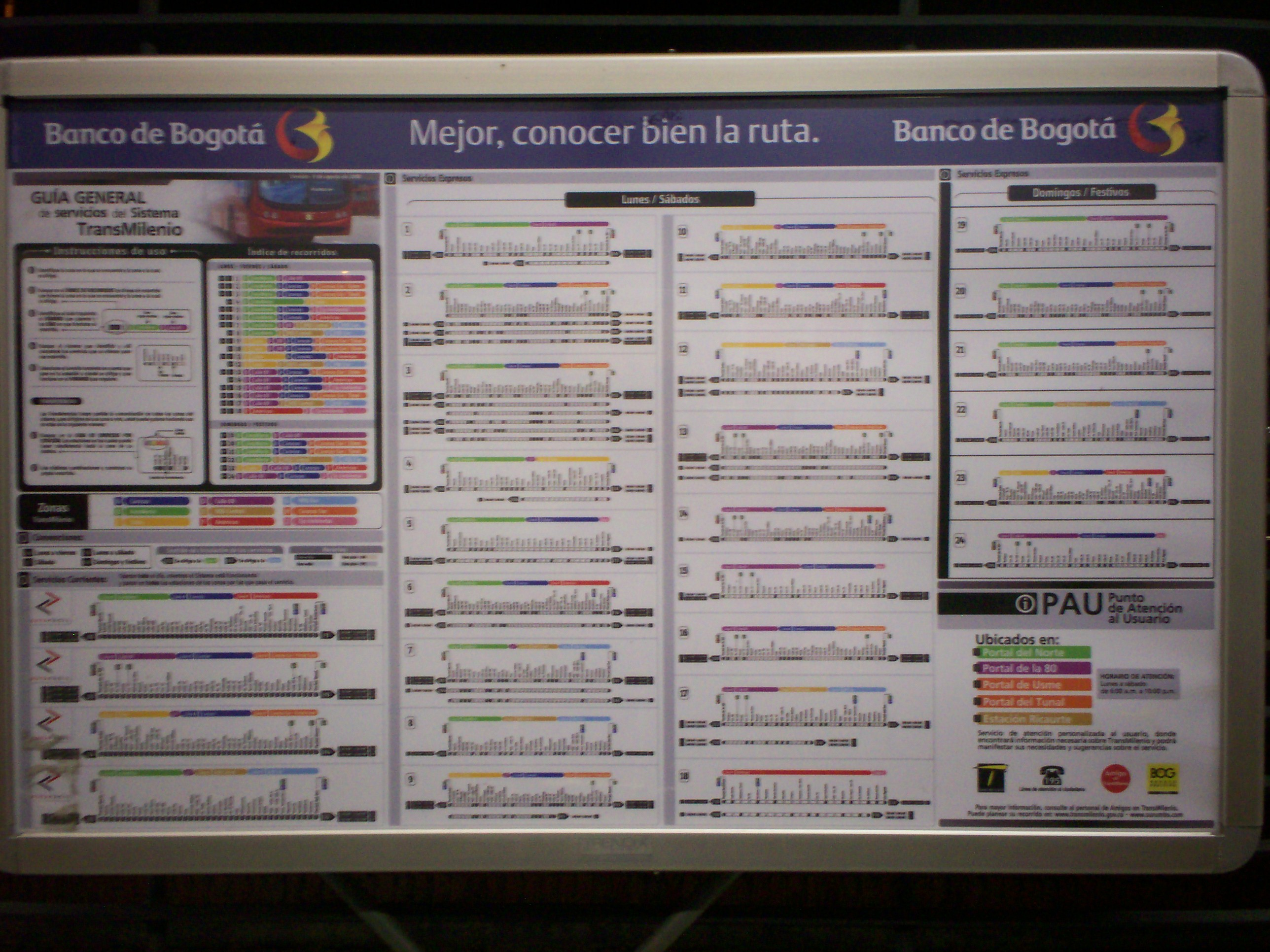
Actual avís d'informació a l'interior de l'estació Transversal 86.

## Serveis

### Rutes troncals
El sistema de troncals compta amb dos tipus de serveis:
- El servei corrent o ruta fàcil:[22] Són les rutes numerades de l'1 al 9, que fan parada a totes les estacions i funcionen tot el dia. Se'n diu ruta fácil perquè, tot i parar a totes les estacions, aquests serveis només resten a la parada 30 segons, mentre que els serveis exprés triguen un minut i triguen menys a arribar a una estació. A partir del mes d'agost del 2008, aquesta mena de servei va rebre el nom de ruta fàcil.

- L'exprés: Rutes que únicament fan parada a les estacions determinades de la seva ruta: numerades del 10 al 99.

Dins dels expressos, es diferencien per horaris:
- Expressos tot el dia: Numerats del 10 al 49 i funcionen tot el dia.
- Expressos hora punta del matí: Numerats del 50 al 59 i funcionen solament en hora punta, o sigui de 05:30 a 9:00 de mitjana.
- Expressos hora punta de la tarda: Numerats del 60 al 69 i funcionen solament en horari de 16:30 a 20:00 de mitjana.
- Expressos de servei mixt en hora punta i hora vall: Numerats del 70 al 89 i funcionen en la franja horària compresa entre les 9:00 y las 16:30 i reinicien operacions entre les 20:00 i les 23:00 de mitjana.
- Exprés dominical: Numerats del 90 al 99 i funcionen tot el dia els diumenges i festius.

### Rutes alimentadores
Les rutes alimentadores circulen a través de la via mixta de tràfic normal, per la conca de voltants del portal o l'estació de transferència o intermèdia, on tenen paradors assenyalats i programats on es fa l'ingrés i sortida de passatgers que entren i surten del sistema. Els alimentadors permeten apropar els usuaris als barris més retirats de les estacions, als seus llocs de destinació o d'origen sense realitzar pagament addicional.

### Horaris
TransMilenio presta el seu servei de dilluns a dissabte de 05:00 a 23:00 i els diumenges i dies festius de 06:00 a 22:00. De dilluns a dissabte, el servei de busos alimentadors comença a funcionar des de les 04:30 fins a les 22:30. Els diumenges i dies festius aquest mateix servei funciona de 05:30 fins a les 21:30, encara que les rutes són menys nombroses i, per tant, l'oferta de busos es redueix considerablement. Durant les hores punta circula una major quantitat de vehicles que en les hores vall.
Durant les jornades de Bogotà Desperta, en les quals el comerç està obert fins a altes hores de la nit, el sistema funciona fins a la mitjanit. De la mateixa manera, el 31 de desembre de 2008, el servei va funcionar en jornada contínua fins a les 03:00, a causa de la festa de cap d'any a la Torre Colpatria.

## Vehicles

### Articulats

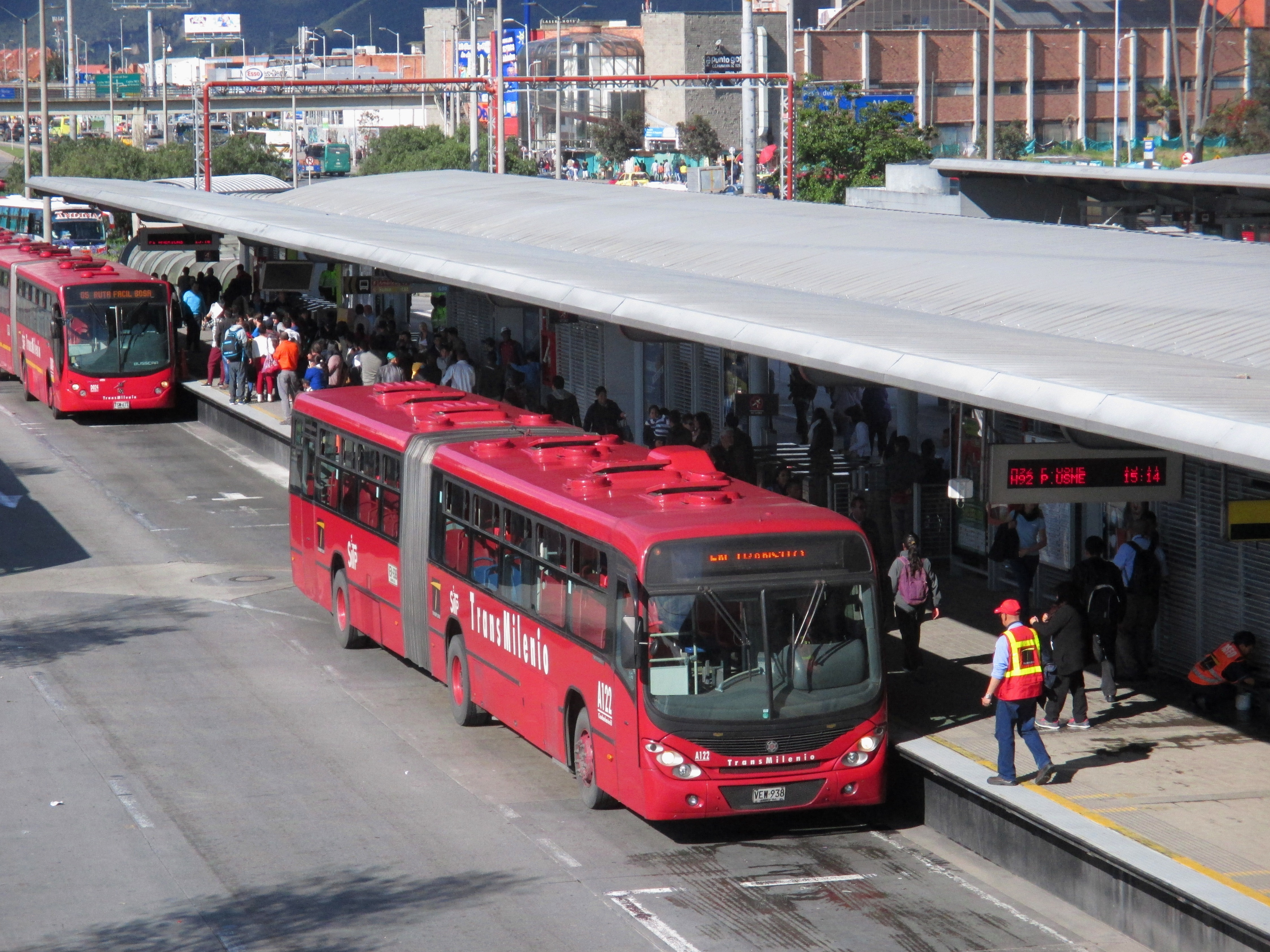
Bus articulat del TransMilenio

Els vehicles articulats que circulen per les troncals són de color vermell i tenen una mida i alçada superiors a les d'un autobús normal, amb una articulació enmig de color gris i material de tela, que permet girar en la meitat per permetre que es doblegui i giri als recorreguts. Internament tenen 40 cadires de color vermell i 8 de color blau (aquestes últimes exclusives per a nens, ancians, discapacitats i dones embarassades), i tenen també barres d'agafament de passatgers de peu al costat de totes les cadires, que brinden una mica de comoditat als passatgers que van dempeus, així com sectors especials per a cadires de rodes. La capacitat total dels vehicles articulats és de 160 persones (48 assegudes i 112 dempeus).
Els autobusos tenen en el seu interior publicitat d'empreses que contracten amb PubliMilenio (Empresa autoritzada per realitzar publicitat als busos i estacions) i avisos d'informació sobre l'ús del sistema, a més de finestres, claraboies, sortides d'emergència, ventiladors i extintors.
Els busos posats en servei des de l'any 2003 tenen taulers electrònics i un sistema de veu electrònica que indiquen la pròxima parada. Tanmateix, per homogeneïtzar el funcionament de la flota els busos més antics van ser actualitzats, i es van agregar taulers electrònics i el sistema de veu en l'any 2010. Cada autobús té quatre portes d'entrada i sortida (esquerra) que s'obren en arribar a l'estació, a més d'unes altres dues per a casos d'emergència en el costat oposat de les portes d'accés (dreta), que tenen escales, ocultes sota tapes automàtiques.
Els busos articulats funcionen amb combustible dièsel i són adquirits per les empreses operadores del sistema, moltes de les quals també operen els autobusos i microbusos de servei públic que recorren la ciutat; i altres empreses estrangeres, que lliuren els busos en concessió a TransMilenio per complir el servei, de vegades en concessió amb altres empreses de servei públic i antics transportadors.
A la part frontal exterior i al costat de les portes de l'articulat hi ha pantalles electròniques que indiquen el número de ruta i la destinació del vehicle. Els autobusos són fabricats amb els mateixos estàndards, sense importar quina sigui la marca. Els primers a entrar en servei foren AB Volvo amb carrosseria Marcopolo (model Viale), acoblats a Colòmbia en conveni amb les fàbriques colombianesl Colmotores (acobladora de Chevrolet i ocasionalment de camions Volvo) i Carrosseries Superior (actualment fiial de Marcopolo) i Mercedes-Benz amb carrosseria Busscar (model Urbanuss Plus) (completament importats del Brasil). Quan es va obrir la Fase II, es van incloure també Scania amb carrosseria Comil (model Doppio) també de manufactura completament brasilera, encara que els següents Scania tenen carrosseria Busscar, i Volvo (model B12M) amb carrosseria Marcopolo Gran Viale, encara que els busos més nous són Volvo B12M amb carrosseria Busscar. Com a busos curiosos es destaquen el numerat com a M126, el qual és un bus de prova amb funcionament a base de gas natural, de marca Ikarus completament importat d'Hongria, i que és posat en servei sol en hores bec i el numerat com S116 el qual és l'únic bus Scania amb carrosseria Marcopolo (model Gran Viale). Es pot anotar que els busos Volvo tenen motor de disposició central al primer element del xassís i els Mercedes-Benz i Scania tenen motor posterior al segon element de l'articulat. En la part exterior els articulats porten el nom de TransMilenio en color blanc, diverses reproduccions de la placa vehicular de Bogotà, el codi del bus i l'empresa que el va adquirir.
Com a excepcions notables s'esmenta que durant l'any 2009 hi va haver una gran incorporació de busos Volvo amb carrosseries Busscar Urbanuss Pluss (per al consorci operador Express del Futuro); i durant l'any 2010 es van incorporar també busos Volvo amb carrosseria Marcopolo Gran Viale en l'empresa Si-99 S.A. Recentment s'han inclòs dins del sistema 6 busos nous per a l'operador SI:02 que compten amb xassissos Mercedes-Benz O500Ma Articulat amb tecnologia Euro V que redueix les emissions de carboni notòriament i és respectuós amb el medi ambient. Aquests busos van ser carrossats per Busscar Ónnibus S.A a la ciutat de Joinville, SC, Brasil d'on van arribar amb la carreceria Urbanuss Pluss d'última generació. Aquests busos són únics a Colòmbia i Llatinoamèrica, donat que són els Busos Urbans pioners de la tecnologia Euro V al continent.
Cada empresa generalment només posseeix una marca de bus, els quals estan distribuïts així:
- Ciudad Móvil (Sèrie A, 175 Busos): Xassís Volvo B10M i B12M (carrosseries Marcopolo Viale majoritàriament, i els més nous models Gran Viale).
- Connexión Móvil (Sèrie B, 152 Busos): Xassís Volvo B10M i B12M (carrosseries Marcopolo model Gran Viale).
- Express del Futuro (Sèrie M, 197 Busos): Xassís Volvo B10M i B12M (carrosseries Marcopolo model Viale majoritàriament i Busscar model Urbanuss Pluss, els més nous), amb l'excepció del bus Ikarus, numerat M126.
- Metrobus (Sèrie T, 142 Busos): Xassís Volvo B10M i B12M (carrosseries Marcopolo Viale majoritàriament, i els més nous models Gran Viale).
- Si99 (Sèrie U, 254 Busos): Mercedes-Benz O400 Upa, O500 Dt. i Volvo B12M(carrosseries Busscar model Urbanuss Pluss en la seva majoria, i els més nous model Marcopolo Gran Viale de 20 metres de longitud i Busscar Urbanuss Pluss II).
- SI02 (Sèrie K, 158 Busos): Mercedes-Benz O400 UPA i O500 Ma (carrosseries Busscar model Urbanuss Pluss i Urbanuss Pluss II).
- Transmasivo (Sèrie S, 207 Busos): Scania L94 i K310 (carrosseries Comil model Doppio majoritàriament, Busscar Urbanuss Pluss, els més nous, i una sola excepció amb carrosseria Marcopolo Gran Viale, el bus numerat S116).

### Busos biarticulats

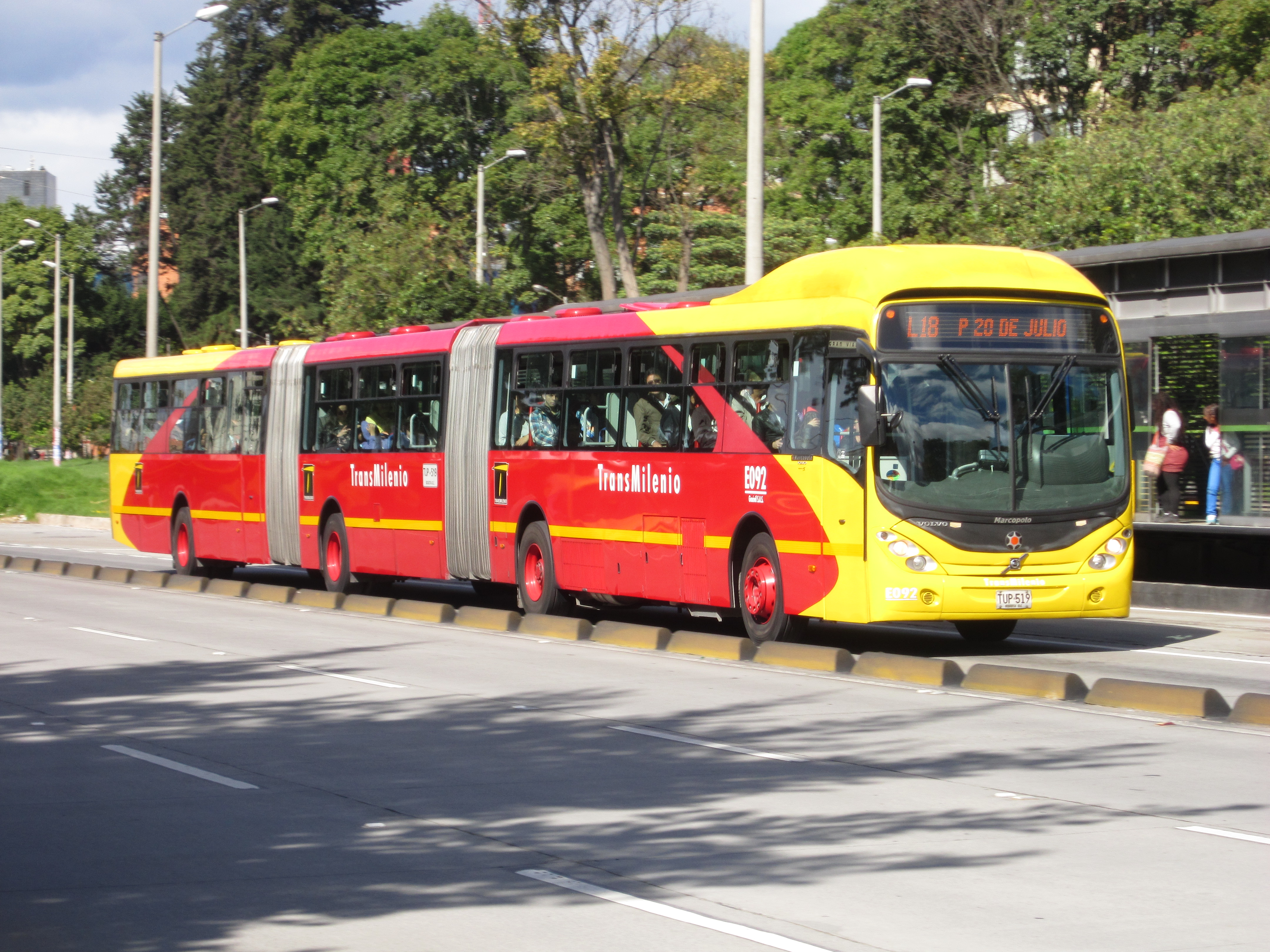
Bus biarticulat de TransMilenio.

Aquests busos tenen dues articulacions, tres cossos i capacitat per a 291 viatgers. Aquests vehicles començarien a operar formalment quan entre en funcionament la fase 3 del sistema,. sent presentats davant de Luis Eduardo Garzón, alcalde de la ciutat de Bogotà el maig 10 de 2007.
El 6 d'agost de 2009, dia del 471 aniversari de la fundació de Bogotà, cinc d'aquests busos (xassís Ab Volvo, carrosseria Marcopolo Gran Viale) van ser posats en servei. Aquests busos roden inicialment per la troncal de l'Autopista Nord cobrint les rutes A51 i B51 durant les hores bec del matí i tard, des del Portal del Norte fins a l'estació Flores. Des del 22 de febrer de 2010, cobreixen la ruta H27 i B27 cobrint des del Portal del Norte fins al Portal del Tunal. Els busos compten amb capacitat per a 260 passatgers dins dels quals 191 persones podran anar dempeus i 69 d'asseguts. Al seu torn compta amb 14 llocs de preferència per a passatgers amb discapacitats, dones embarassades o persones de la tercera edat. Cada bus compta amb dos espais per ubicar cadires de rodes. Els busos biarticulats de TransMilenio tenen una longitud de 27 metres i 20 centímetres, per la qual cosa es converteixen en el bus biarticulat més llarg del món.

### Alimentadors

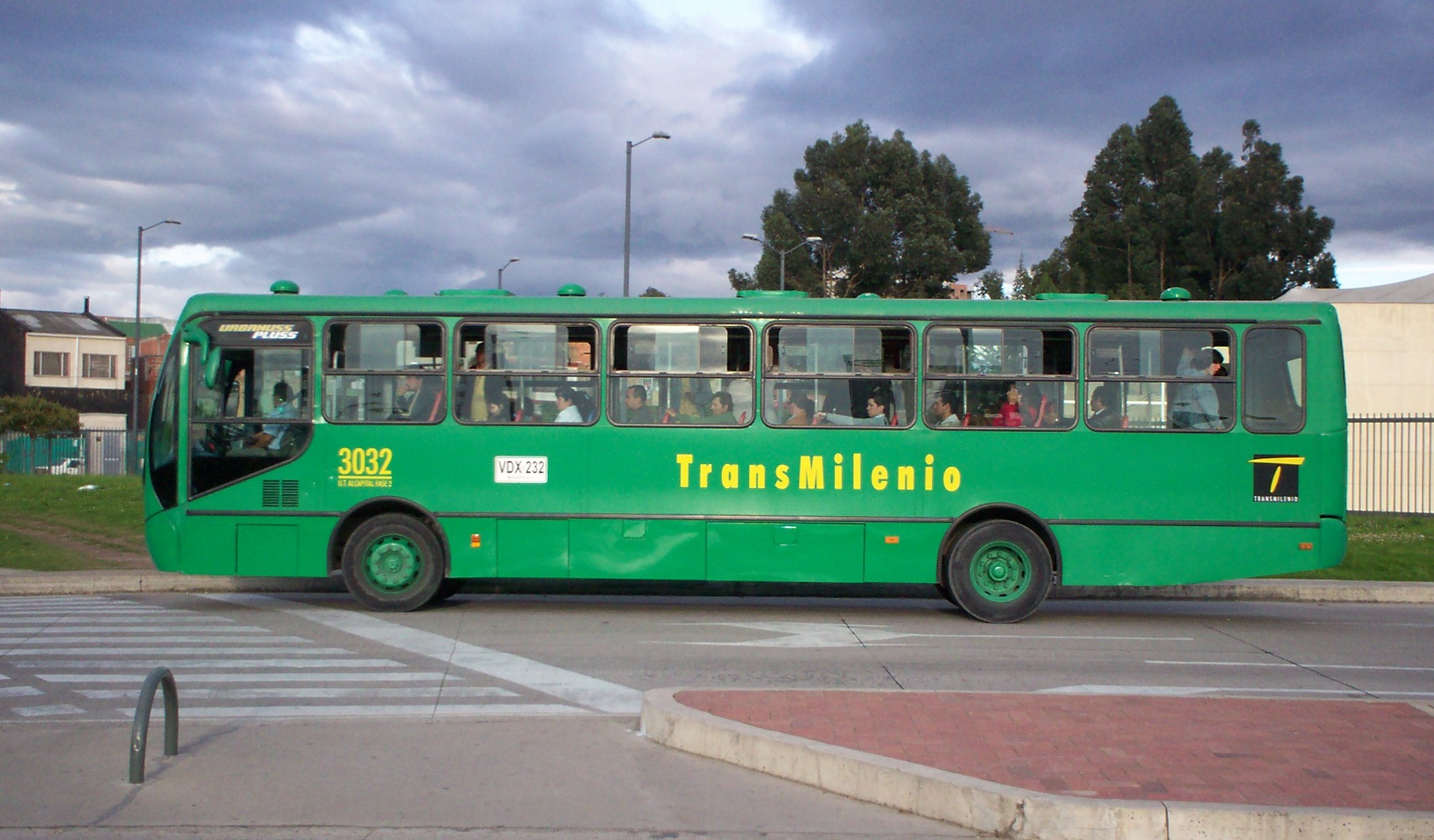
Bus alimentador del TransMilenio.

Els vehicles alimentadors són similars en el seu disseny interior als articulats, la gran majoria compten amb tres portes, encara que de menor mida, i un tauler electrònic que indica la ruta i la destinació. El seu color és verd, amb el nom de TransMilenio en groc, mancat d'articulació i són de la mida d'un bus normal. Tenen una capacitat màxima de 90 persones, 35 d'elles assegudes. Aquests vehicles són marca Mercedes-Benz, Chevrolet i Volkswagen, carrosseries Marcopolo i Busscar.

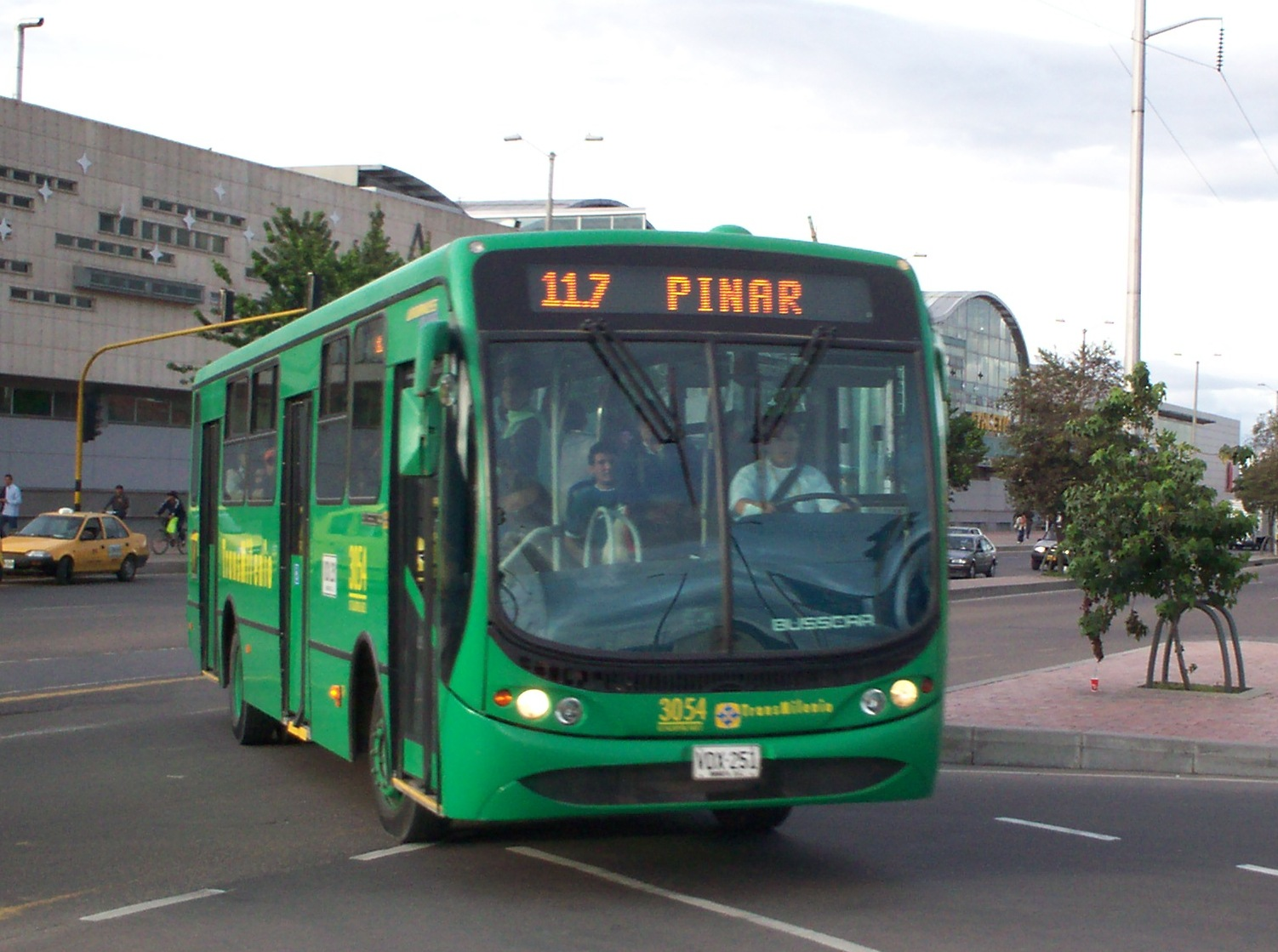
Bus alimentador en el moment d'entrar al Portal de Suba.

Inicialment alguns d'ells no tenien accessibilitat per a discapacitats. Tanmateix una demanda interposada per l'usuari Daniel Bermúdez el 2000 va obligar que tots els alimentadors haguessin de ser accessibles per als discapacitats. Actualment per complir la demanda, està sent renovada tota la flota de busos alimentadors, en especial la de Portal de Usme, on els busos no tenien el servei per als discapacitats i la de Portal del Tunal, on abans operaven busos alimentadors provisionals.
Es pot destacar que tots els vehicles són monitorats des de les zones de control, a través d'un sistema assistit per ordinador que permet donar compte sobre accidents o esdeveniments extraordinaris en la via, així com estimar el temps que tardarà a fer aturada a cada estació, la qual el converteix en un modern sistema de transport que està plenament controlat. Tots els busos, tant articulats com alimentadors compten amb equips de radi que permeten la comunicació dels conductors del sistema amb els operadors a les estacions de control.
D'altra banda, a finals de l'any 2007 el representant a la Cambra Simón Gaviria va denunciar que les empreses Expreso Sud Orient, Empresa Veïnal de Suba, Flota Usaquén, entre d'altres, van conformar consorcis i van establir contractes amb TransMilenio perquè alguns dels seus busos fossin alimentadors, i una vegada finalitzats els contractes de la Fase I el 2005, aquests passessin al mercat del transport públic tradicional, sense que s'hagin pres mesures sobre això.
Operadors Busos Alimentadors
- Union Temporal Alimentadores del Nord Fase II (Sèrie 2200,75 Busos) xassís Volkswagen i Mercedes-Benz, Carrosseria Busscar Urbanuss Pluss. Operadors de la zona d'alimentació del Portal Nord.
- Union Temporal Alimentadores de la Capital Fase II (Sèrie 3000,63 Busos) xassís Mercedes-Benz,Carroceria Busscar Urbanuss Pluss.Operadores de la zona d'alimentacion del Portal Suba.
- Transporte Alimentador del Occidente S.A (Sèrie 4200,78 Busos) xassís Volkswagen, Carrosseria Busscar Urbanuss Pluss.Operadores de la zona d'alimentació del Portal de la 80 i Estacions Carrera 77 i Av Ciudad de Cali.
- Consorcio Etma (Sèrie 5000,115 Busos) xassís Mercedes-Benz, Carrosseria Marcopolo Viale.Operadores de la zona d'alimentació del Portal de las Américas i Estació Banderas.
- Si:03 S.A (Sèrie 6000,134 busos) xassís Mercedes-Benz i Isuzu, Carrosseria Busscar Urbanuss Pluss i Marcopolo Viale.Operadors de la zona d'alimentació del Portal del Tunal,Portal del Sur i Estacions Calle 40 Sur i General Santander.
- Consorcio CTI Móvil (Sèrie 9200,110 Busos) xassís Mercedes-Benz, Carrosseria Marcopolo Viale.Operadors de la zona d'alimentació del Portal de Usme i Estació Molinos.

## Retirada de la circulació de busos antics
Amb el sistema TransMilenio s'ha pogut realitzar el procés de desballestament (treure de circulació i convertir en ferralla) dels autobusos antics que porten més de 20 anys de servei. S'estima que per la prestació del servei d'un sol bus articulat, cal desballestar 8 dels autobusos obsolets, la qual cosa representa un benefici per a la ciutat quant a la reducció del trànsit i la contaminació existents.

## Xifres

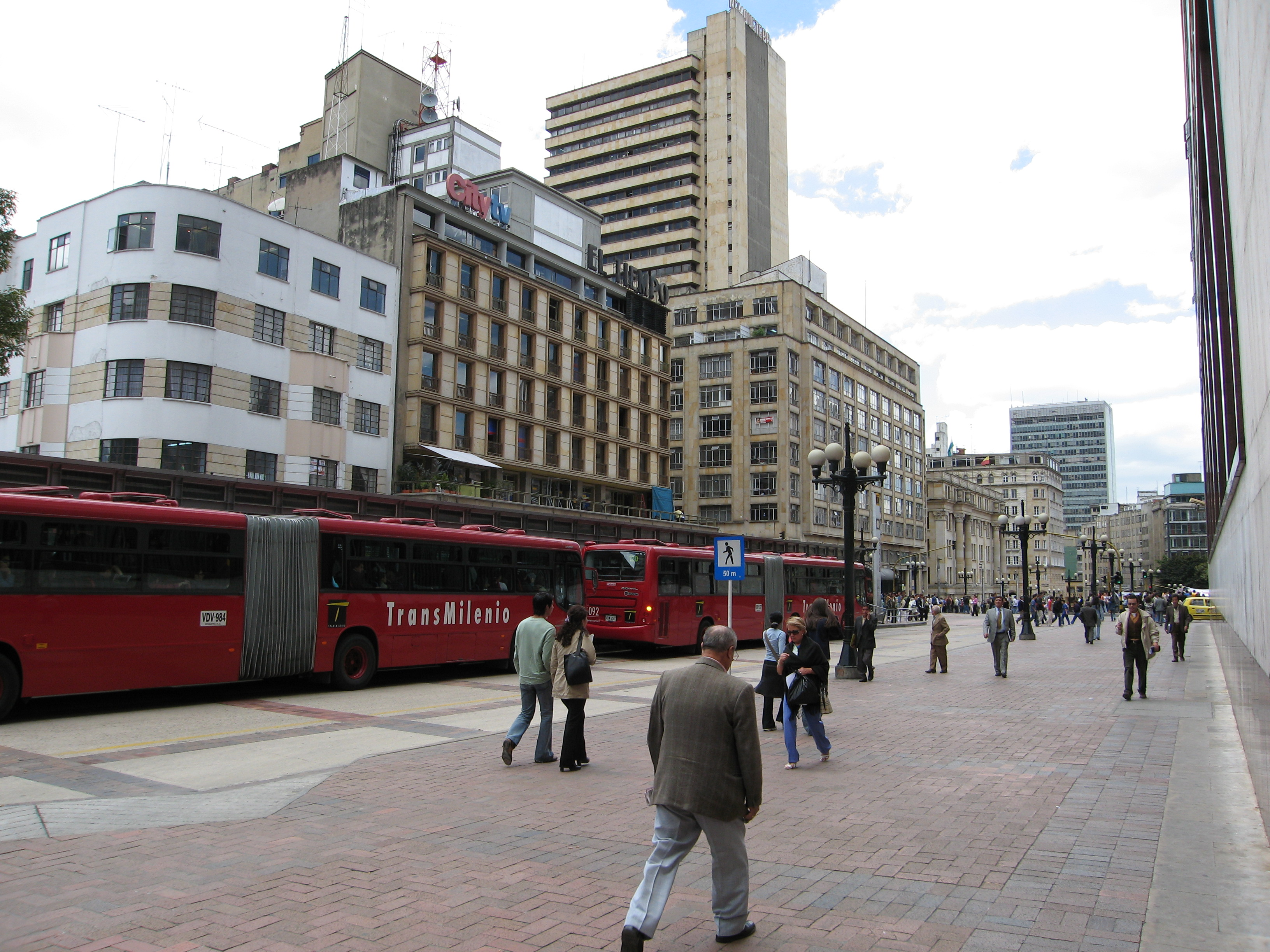
Buses Articulats en la Estació Museo del Oro

Per al 30 de setembre del 2010 Arxivat 2013-08-10 a Wayback Machine. el servei de TransMilenio comptava amb una flota de 1.241 busos articulats i 515 busos alimentadors. Havia transportat un total de 3.034.727.048 passatgers funcionant sobre una xarxa de 114 estacions a través de 84 quilòmetres de via troncal i 551 quilòmetres de rutes d'alimentació. 83 rutes alimentadores connecten a 318 barris amb les troncals, i donen servei a un total de 1.515.974.809 passatgers, circulant a una velocitat mitjana de 27 quilòmetres per hora; 180.669.862 de passatgers han estat transportats en serveis intermunicipals de la Sabana De Bogotà i s'han recorregut una mitjana de 327.499 quilòmetres a la flota troncal.
" Transmilenio avui mobilitza 46.000 passatgers/hora/sentit (PHS) a la Caracas, més que el 95% dels metros del món; més del doble que les línies més carregades del metro de Madrid, Washington o Delhi. ".
Segons els ciutadans de Bogotà, és el segon mitjà de transport amb opinió més favorable, només superat pel servei de taxis.

## Terrorisme
TransMilenio no ha deixat de ser blanc del conflicte armat colombià o bé de la delinqüència comuna. El sistema ha estat objecte d'atemptats en contra seu en diverses ocasions:
- 9 d'abril de 2001: Durant la vaga nacional es van registrar els primers atacs contra el sistema. Van ser apedregats els vidres exteriors de les estacions Calle 22 i Calle 19 amb Troncal Caracas, on alguns passatgers van sofrir ferides lleus.
- Començaments de 2002: Va esclatar un cilindre bomba a 30 metres del Portal de Usme.
- 6 de gener de 2003: Un artefacte incendiari va explotar a prop de l'estació de Santa Lucía, al sud.
- Juny de 2003: Tres paquets explosius van ser deixats en igual nombre de busos articulats que recorrien diferents llocs de la ciutat. En un d'ells, a l'estació Pepe Sierra, 60 persones van aconseguir sortir del vehicle abans que aquest es cremés.
- 2004: Tres persones van resultar ferides després que esclatés una bomba incendiària en un bus que anava per la Troncal Caracas amb carrer 47 sud.
- 2004: A l'estació Quiroga, dos passatgers van morir i uns altres dos van sortir amb ferides per l'explosió de quatre quilos d'amonal.
- 7 d'abril de 2006: Es van registrar dos atemptats amb bombes incendiàries a busos alimentadors del sistema: un al barri Zarzamora i un altre al barri Inglés, atribuïts per la policia a les FARC, relacionats amb les eleccions presidencials del 28 de maig. Els atemptats van deixar diversos ferits i van ocasionar la mort als nens Daniel Alberto Beltrán Rodríguez i a Brian David Romero, de 10 i 11 anys respectivament, posteriorment va morir Eduardo Muñoz, de 51 anys.[37]

## Crítiques
Tot i que molts usuaris estan d'acord que sistema TransMilenio és una gran millora davant el sistema de transport públic convencional, hi ha crítiques sobre el sistema:
El sistema TransMilenio va presentar un ràpid deteriorament de les lloses de les vies per les quals circulen els vehicles a l'Avinguda Caracas i l'Autopista Norte, segons va revelar un estudi de la Universitat Nacional de Colòmbia, l'esmentat deteriorament es va donar pel que sembla per un error de la cimentera mexicana Cemex en el disseny, el que ha ocasionat que hagin de ser reparats en l'actualitat els corredors viaris de l'Eix Ambiental, l'Avinguda Caracas i l'Autopista Norte, la qual ha ocasionat sobrecostos i tancaments no previstos de les estacions.

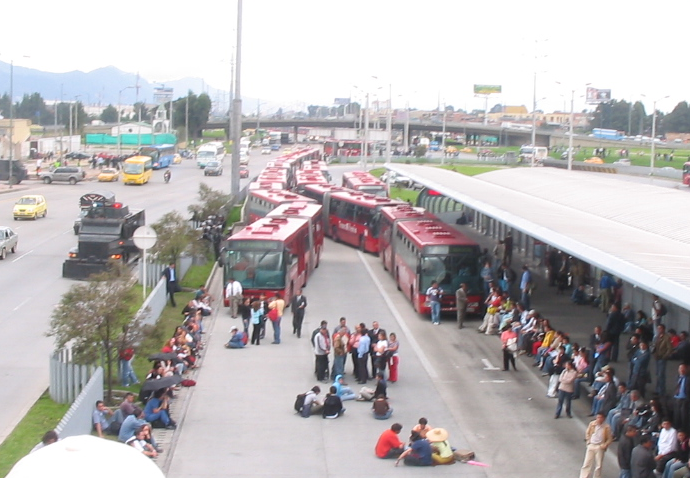
Protesta dels usuaris del sistema al Portal Del Norte el 26 d'abril de 2006.

Fins al mes de desembre de 2007, l'Institut de Desenvolupament Urbà (Idu) ha gastat en l'arranjament de les lloses deteriorades 17 mil milions de pesos. Per això hi va haver un litigi jurídic,. el qual va concloure amb l'embargament de la planta de la cimentera amb la finalitat que li siguin pagats al districte els sobrecostos per l'arranjament de les lloses.
Una altra de les freqüents crítiques dels usuaris assenyalen que les estacions i els vehicles romanen plens, durant les hores punta i fins i tot en altres horaris. Això pot atribuir-se a la mida i a la capacitat insuficient de 160 persones dels autobusos articulats, ja que els metros moderns poden portar fins a mil passatgers, mentre que els vehicles en el sistema de Curitiba tenen una capacitat per a 270 passatgers, donat que són biarticulats. Igualment aquest problema s'atribueix a la poca freqüència de les rutes, raó per la qual els usuaris han d'esperar els busos més del que seria normal.
El sistema TransMilenio ha arribat a ser considerat per molts usuaris com a insegur a causa de l'alta xifra de robatoris als busos principalment robatoris de telèfons mòbils i carteres, en part també a la mateixa congestió del sistema, una cosa que en conveni amb la Policia Metropolitana de Bogotà s'ha intentat solucionar per diferents mitjans, com la instal·lació de càmeres de seguretat a les estacions i portals,. però encara falta per solucionar el problema dins dels busos.
El sistema TransMilenio usa un combustible dièsel que contribueix notablement a augmentar la contaminació atmosfèrica, encara que els seus busos ho facin en menor mesura que els busos i microbusos tradicionals que tinguin al voltant de 15 o més anys d'antiguitat. La contaminació per dièsel té un impacte significatiu en una ciutat amb l'alçada de Bogotà (2.600 msnm).
El 2008 Caracol Radio va consultar l'opinió dels usuaris del sistema, i després de consultar a 200 persones, TransMilenio va rebre una qualificació de 6.9 sobre deu.

### Avantatges
- Facilitat de fer transbordaments, la qual cosa permet, un fàcil canvi de ruta. Si amb anterioritat es necessitava prendre més d'un bus per arribar a la destinació, aquí pot succeir igual però amb la diferència que només s'ha de pagar un passatge.
- Possibilitat de construcció d'una major quantitat de línies i d'estacions en menor temps que altres sistemes de transport massiu.
- Carril exclusiu per als articulats en les troncals.
- És menys sorollós i menys contaminant que un autobús convencional del sistema de transport tradicional.[45]
- L'accessibilitat és més senzilla per a persones discapacitades.
- Possibilitat de gran varietat de rutes.[42]
- La majoria dels viatges -pròpiament dit, els trajectes llargs (+3 km)- es realitzen en menor temps que el transport tradicional, per la qual cosa es contribueix a la productivitat de la ciutat.
- A diferència dels transports subterranis, permet als passatgers gaudir de la vista del paisatge de la ciutat i no els obliga a haver-se de moure per passadissos subterranis, la qual cosa dona una millor qualitat en el tipus de mobilització.[46]
- Ha contribuït a una molt important millora de l'aspecte arquitectònic i urbanístic de la ciutat, gràcies a la implementació de ponts per als vianants, placetes, voreres àmplies, i centres de comerç ubicats en les troncals.[35]

### Inconvenients

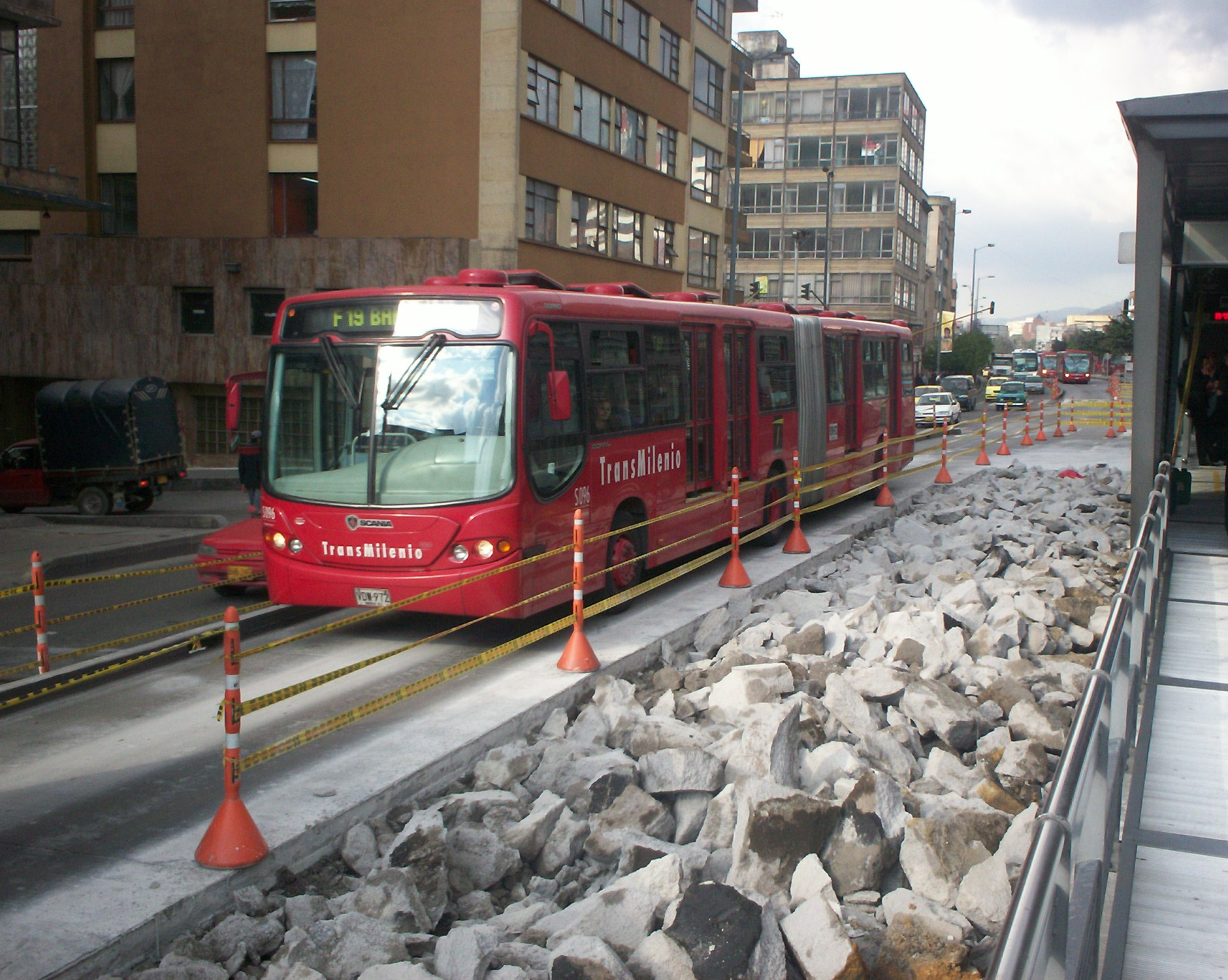
Arranjament de les lloses a l'estació de Calle 19

- Posseeix menor capacitat i velocitat en relació amb el metre.
- Problemes amb el trànsit a causa que comparteix part de les vies i és susceptible a accidents i embús amb altres vehicles en les cruïlles.[47]
- El desplaçament de pes a les rodes fa que les lloses i carrers es deteriorin amb gran facilitat.[48]
- A causa dels punts anteriors sumat als problemes de trànsit, els busos no poden mantenir un horari cronometrat.
- Falta d'àmplies estacions d'intercanvi entre troncals (Calle 76, Calle 13, Escuela Militar).[42]
- Estacions d'intercanvi amb més de 500 m de recorregut a peu (Ricaurte).[49]
- Poc espai intern i d'accés als busos. Si a això hi sumem el fet de no tenir una porta d'entrada i sortida, es generen inconvenients en entrar o sortir del bus en hores punta.[50]
- El seu personal no està capacitat per atendre les necessitats de les persones amb limitacions visuals, la qual cosa ha incidit en accidents d'aquesta població en estacions, busos i troncals.
- A causa de l'alta quantitat de gent acumulada dins d'un bus, existeix un alt de risc de furt.[51]

## Balanç
Més enllà dels problemes, els planificadors urbans consideren el sistema TransMilenio com un bon exemple de com crear un sistema ordenat de transport massiu sense molta inversió ni disrupció. S'ha anotat que ha contribuït a millorar la qualitat de vida i el respecte als passatgers i vianants a la ciutat, així com al canvi que ha generat en carrers i barris de la capital colombiana, que l'han convertit en una ciutat més moderna i competitiva, que compta amb un sistema de transport al nivell del d'altres capitals llatinoamericanes.
El TransMilenio ha estat considerat com un dels projectes més ambiciosos i importants que mai hagi desenvolupat la ciutat en tota la seva història (molt per sobre dels altres sistemes de transport que va tenir la ciutat, com el servei de tramvia elèctric que des de 1910 va estar en funcionament fins a 1951, del sistema de troleibús que va funcionar de 1948 fins a 1991 o del Tren Urbà que des de 1887 fins a mitjans de la dècada de 1990 encara prestava servei fins a Soacha i ara funciona com a servei de càrrega i turístic a la Sabana), que ha rebut molts premis de diferents entitats i ha estat objecte d'estudi de planificadors i investigadors urbans de països com el Japó, els Països Baixos i els Estats Units, entre d'altres.
També ha estat pres com punt de referència en diversos sistemes de transport massiu al món: el Metrobus de la Ciutat de Mèxic i León Guadalajara (Jalisco) i (Transbus) a Villahermosa, Tabasco, a Mèxic, a l'Equador amb Ecovía de la ciutat de Quito i a Guayaquil amb Metrovía, a Santiago de Xile amb el Transantiago, en Porto Alegre, Salvador i São Paulo al Brasil i la ciutat de Guatemala amb el Transmetro. El Metropolitano a Lima, Perú, es culminen les primeres línies de troleibús a les ciutats de Mérida (Trolmérida) i Barquisimeto (Transbarca), ambdues a Veneçuela. D'igual manera a Johannesburg, Sud-àfrica, amb el futur Rea Vaya.
A Colòmbia ja estan en funcionament sistemes similars per a les ciutats de Pereira (Megabús, Cali (MIO)), Bucaramanga (Metrolínea). i recentment el de Barranquilla (Transmetro),. D'altres encara estan en obres: Medellín (Metroplús),. i Cartagena (TransCaribe),.
El 2008 durant una visita de funcionaris de l'alcaldia de Nova York, a Bogotà, es va deixar plantejada la possibilitat que en aquesta ciutat sigui implementat un sistema similar i ciclo-rutes com les que usen a la capital colombiana, com un complement al seu sistema de metro.

## Futur del Sistema
Segons els plans vigents, el sistema de transport massiu de Bogotà, TransMilenio, acabarà de construir-se l'any 2016 amb un total de vuit fases. Tindria llavors 388 km de troncals i cobriria el 80% dels viatges en transport públic de la ciutat. TransMilenio es va dissenyar per complementar-se definitivament amb els autobusos i microbusos tradicionals que, gràcies a aquest sistema de transport urbà, han hagut de millorar els seus serveis i modernitzar les seves unitats per continuar amb la mateixa competitivitat i quantitat de passatgers.
Una obra confirmada és l'ampliació del sistema per l'Autopista Norte per a mitjans de l'any 2010, amb la construcció de dues estacions addicionals a prop al Portal del Norte, als carrers 187 i 193, eliminant les actuals rutes alimentadores de Mirandela i Jardines. D'altra banda, la gerència de TransMilenio estudia ampliar la troncal de Calle 80 cap a l'occident, per descongestionar el Portal de la 80, construint-se eventualment quatre estacions més.

### Ampliació a Soacha
Per mitjà de l'Autopista Sur el sistema TransMilenio arribarà al municipi de Soacha (Cundinamarca), pertanyent a l'Àrea Metropolitana de Bogotà. L'obra és en construcció des de finals del 2005 i estava projectada la seva finalització el 2006,. no obstant això ha sofert de retards a causa de la falta d'acords financers entre el govern nacional i el departamental,<. a més de la reubicació de rutes de transport públic que circulen del municipi a Bogotà.
L'ampliació comptarà amb 7 estacions, 11 ponts per als vianants, ciclo-rutes, dos ponts vehiculars i un pas subterrani que evitaran les interseccions amb semàfors a San Mateo, Terreros i 3 M, populosos sectors de Soacha. En total l'obra cobrirà 5,5 km. A diferència de les altres troncals de TransMilenio, l'ampliació Bosa-Soacha és construïda per la Concessió Bogotà Girardot, la qual haurà d'acabar l'obra per a l'any 2010,. ja que aquestes es van reprendre el febrer de 2009.
A més de la troncal de TransMilenio, que seria inaugurat l'abril del 2010, es construirà una connexió amb Altos de Cazucá, mitjançant el sistema denominat Soacha Cable, similar al Metrocable de Medellín, les obre del qual començarien el febrer del 2011 per a ser inaugurat el 2012, una vegada es completin els 2.8 quilòmetres de recorregut.

### Fase III
El 2007, es va iniciar un debat sobre la conveniència de crear una troncal de TransMilenio en la Carrera Séptima durant la fase III per, entre altres motius, la variació de les dimensions al llarg de la via, així com a la possible necessitat d'intervenir en zones consolidades urbanísticament com el Museu del Chicó. Els esmentats dubtes van ser plantejats per l'alcalde major Luis Eduardo Garzón per la qual cosa es van estudiar altres alternatives. Malgrat això, els estudis van apuntar que hi havia quatre punts veritablement crítics on es van planejar les possibles solucions: a l'altura de la Universitat Javeriana es mouria un dels auditoris de la institució per construir una estació amb accés subterrani. Al carrer 85 es faria un pas subterrani i als carrers 92 i 94 es construirien solucions a desnivell.
L'alcalde Garzón va decidir deixar contractades les troncals de l'Avenida El Dorado i de la Carrera Décima. La primera tindrà 19 estacions (una d'elles "intermèdia", una altra de tipus "portal"), quatre d'elles ubicades a l'Aeroport Internacional El Dorado, compatibles amb els dissenys del nou aeroport. La Décima tindrà 10 estacions (dues d'elles "intermèdies") i un portal. L'estació del Museu Nacional De Colòmbia seria subterrània.
Per la seva part, Samuel Moreno durant el període d'entroncament amb Garzón, va anunciar que respectaria la construcció de les troncals de TransMilenio per al Carrer 26 i la Carrera Dècima, però va descartar la seva implementació per a la Carrera Séptima,. ja que allà preferiria fer una de les línies del futur Metro de Bogotà amb base en els estudis fets per a TransMilenio que va costar cinc mil milions de pesos. Tanmateix les associacions de veïns de la Séptima han manifestat el seu desig per implementar el sistema. Finalment, una vegada es van conèixer els trajectes del Metro de Bogotà, l'alcalde Moreno va decidir que se n'implementarà una troncal lleugera de TransMilenio en la Séptima, d'un sol carril, sense andanes, ni noves obres de mobiliari urbà, ponts per als vianants i altres, que sí que s'han usat, en les altres troncals. A més, aquesta troncal només comptaria amb set estacions entre els carrers 31 i 100.

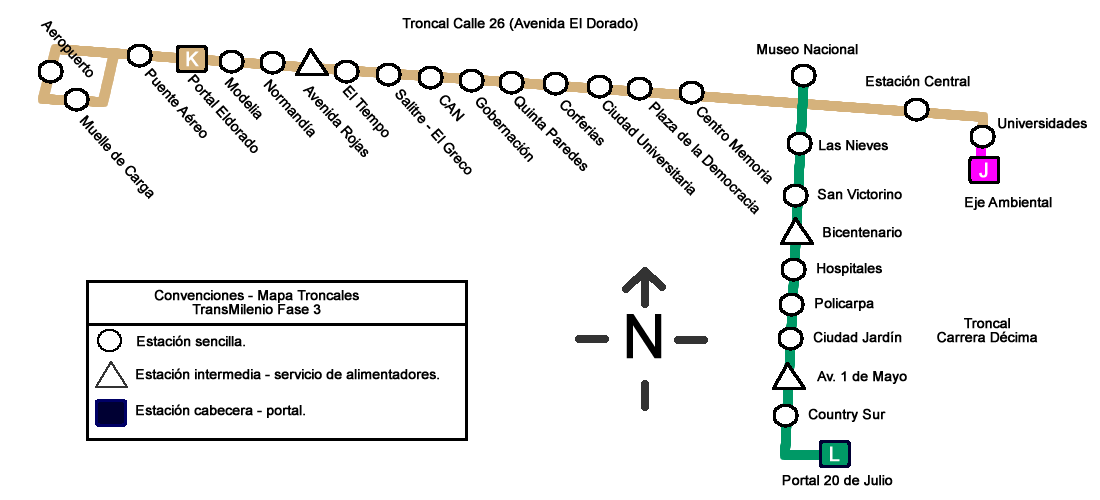
Mapa de la futura Fase III, en construcció des de 2008.

Les obres de l'Avinguda El Dorado i de la Carrera Dècima van començar a executar-se el gener del 2009 i, a causa de diversos retards, es preveu que durin fins al primer semestre del 2011.
Està en circulació un tipus de bus amb finalitats de prova per a la seva eventual posada en circulació:
- Busos impulsats per gas natural: El gas natural té l'avantatge de ser un combustible més econòmic i molt menys contaminant que el dièsel, tanmateix no desenvolupa la mateixa potència que el combustible líquid, a més que el reabastiment ha de ser més freqüent.[25]